# Auguste Brizeux

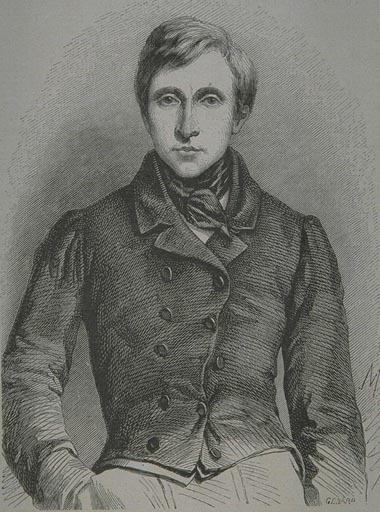
Auguste Brizeux

Auguste Julien Pélage Brizeux (* 12. September 1803 in Lorient; † 3. Mai 1858 in Montpellier) war ein
französischer Schriftsteller.

## Leben
Bizeux wurde von Abbé Marie-Joseph Lenir, einem Freund der Familie, erzogen, der sein vornehmstes Ziel darin sah, seine Schüler zu guten Christen und – durch die Lektüre des Vergil – zu guten Lateinern zu machen. Ausgebildet für die juristische Laufbahn, begann er 1825 an seinem ersten Roman Marie zu arbeiten, der 1828 im Druck erschien und seine Kindheit und Jugend in der Bretagne beschreibt.
Nach einer Italienreise mit Auguste Barbier arbeitete er an einer Übersetzung von Dantes „Göttlicher Komödie“, die 1843 im Druck erschien. Nach den Fleurs d'Or (1841) veröffentlichte er 1845 sein Hauptwerk Les Bretons.
Seit Anfang der 1850er Jahre litt Brizeux an Tuberkulose. Nachdem er im April 1858 seine Manuskripte geordnet hatte, reiste er zu einem älteren Halbbruder nach Montpellier, wo er am 3. Mai verstarb. In seiner Geburtsstadt wurde 1888 in Anwesenheit von Jules Simon und Ernest Renan ein Denkmal für ihn eingeweiht.

## Veröffentlichungen (Auswahl)
Eine Gesamtausgabe seiner Werke in vier Bänden veröffentlichte Auguste Dorchain zwischen 1912 und 1914 in Paris:
- Band 1: Marie – Télen Arvor – Furnez Breiz
- Band 2: Les Bretons
- Band 3: La Fleur d'or – Histoires poétiques 1-2
- Band 4: Histoires poétiques 3-7 – Poétique nouvelle

| Personendaten    | Personendaten                                       |
| ---------------- | --------------------------------------------------- |
| NAME             | Brizeux, Auguste                                    |
| ALTERNATIVNAMEN  | Brizeux, Auguste Julien Pélage (vollständiger Name) |
| KURZBESCHREIBUNG | französischer Schriftsteller                        |
| GEBURTSDATUM     | 12. September 1803                                  |
| GEBURTSORT       | Lorient                                             |
| STERBEDATUM      | 3. Mai 1858                                         |
| STERBEORT        | Montpellier                                         |